# Lenke
A Lenke női név, 19. századi magyar névalkotás a német Lenchen és a szláv Lenka névből. Ezek több név (Heléna, Magdaléna) önállósult, becézett alakjai.

## Gyakorisága
Az 1990-es években igen ritka név, a 2000-es években nem szerepel a 100 leggyakoribb női név között.

## Névnapok
- július 22.[2]
- július 23.[2]
- augusztus 18.[2]

## Híres Lenkék
- Bajza Lenke írónő
- Lenka Filipová cseh énekesnő, zenész, zeneszerző, szövegíró
- Lorán Lenke színésznő
- Pauló Lenke építész
- Rothman Lenke tanár, illusztrátor, képzőművész, író
- Szilágyi Lenke fotográfus